# Cornélie Caroline van Asch van Wijck

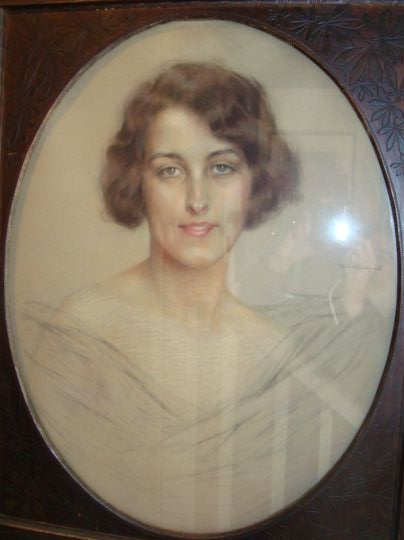
Cox van Asch van Wijck, Porträt von Gustave Brigand

Cornélie Caroline „Cox“ van Asch van Wijck(* 17. Oktober 1900 in Arnhem; † 18. September 1932 auf dem Kasteel Soelen, Zoelen, Gemeinde Buren) war eine niederländische Bildhauerin und Glasdesignerin.

## Leben
Cox van Asch van Wijck war eine Tochter von Hubert Willem van Asch van Wijck und Wilhelmina Philippina Gravin van Limburg Stirum. Sie wuchs mit ihren Schwestern Wilhelmina Adolphina Cornelia, Constance Wilhelmina und dem Bruder Maurits Johannes auf.
1921 ließ sie sich in der Gentsestraat in Den Haag nieder. Sie studierte an der Koninklijke Academie van Beeldende Kunsten und wurde von dem Bildhauer Toon Dupuis unterrichtet. Sie stand in dieser Zeit auch öfters Modell und ihr Porträt wurde von Piet van der Hem in Öl, von Gustave Brisgand in Pastell und von ihrem Lehrer Dupuis in Marmor festgehalten.

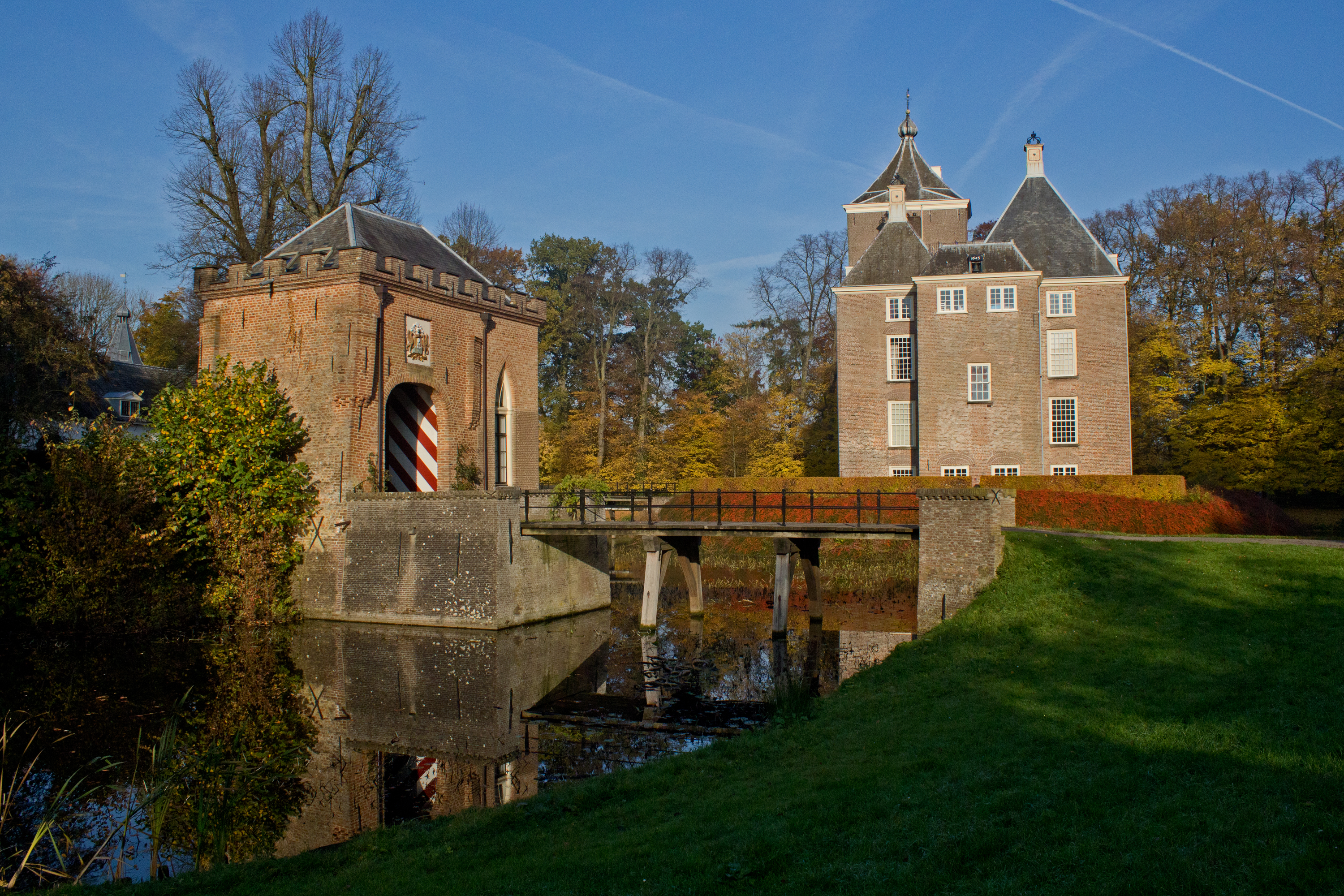
Schloss Soelen mit Torhaus

Am 7. August 1930 heiratete Cox van Asch van Wijck Hendrik Gerard Johan Völcker, Herr von Soelen und Aldenhaag, Oud en Nieuw Hinkelenoord (1891–1955). Nach der Heirat lebte sie auf Schloss Soelen in Zoelen und richtete sich im alten Torhaus ihr Atelier ein. Sie war von etwa 1929 bis 1932 Mitglied in der Vereniging Nederlandse Kring van Beeldhouwers NKVB (Mitglied des niederländischen Bildhauerkreises NKVB).
Cox van Asch van Wijck starb am 18. September 1932 im Alter von 31 Jahren bei der Geburt ihres Sohnes Johan Adolph Völcker, Herr von Soelen und den Aldenhaag, Oud en Nieuw Hinkelenoord (1932–2011). Sie wurde auf dem Friedhof in Zoelen beigesetzt.

## Werk
Aufgrund ihres frühen Todes ist das Œuvre von Cox van Asch van Wijck nicht groß. Es besteht aus mehreren realistischen menschlichen Bronzefiguren, meist stilisierte Frauenköpfe und Masken aus Glas und Steingut, Reliefs und Grabdenkmale. Sie entwarf Designs für Keramik und Glaswaren, unter anderem für die Glasfabrik Leerdam und die Keramikfabrik „Goedewaagen“ in Gouda.
1930 gewann Cox van Asch van Wijck mit einer 1929 in der Glasfabrik Leerdam hergestellten Glasmaske die Goldmedaille auf der „Wereldtentoonstelling voor Koloniën, Zeevaart en Vlaamsche Kunst“ (Weltausstellung) in Antwerpen. 1931 fertigte sie für „Royal Goedewaagen“ die Anunciata-Statue aus Steingut an.
Von Cox van Asch van Wijck ist ein Foto erhalten, da sie bei der Arbeit an einem Gipsmodell zeigt. Dieses lange nach ihrem Tod wiedergefundene Gipsmodell aus dem Jahr 1927 ließ ein Großneffe als Hommage an Cornélie Caroline van Asch van Wijck 2014 vom Bildhauer Eppe de Haan in Bronze gießen. Die Bronzestatue Inkeer wurde 2022 dauerhaft in der Surinamestraat in Den Haag aufgestellt.

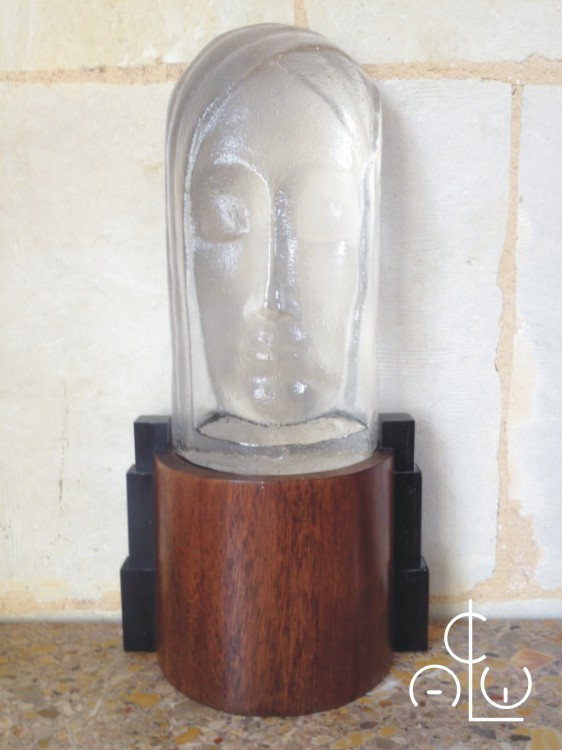
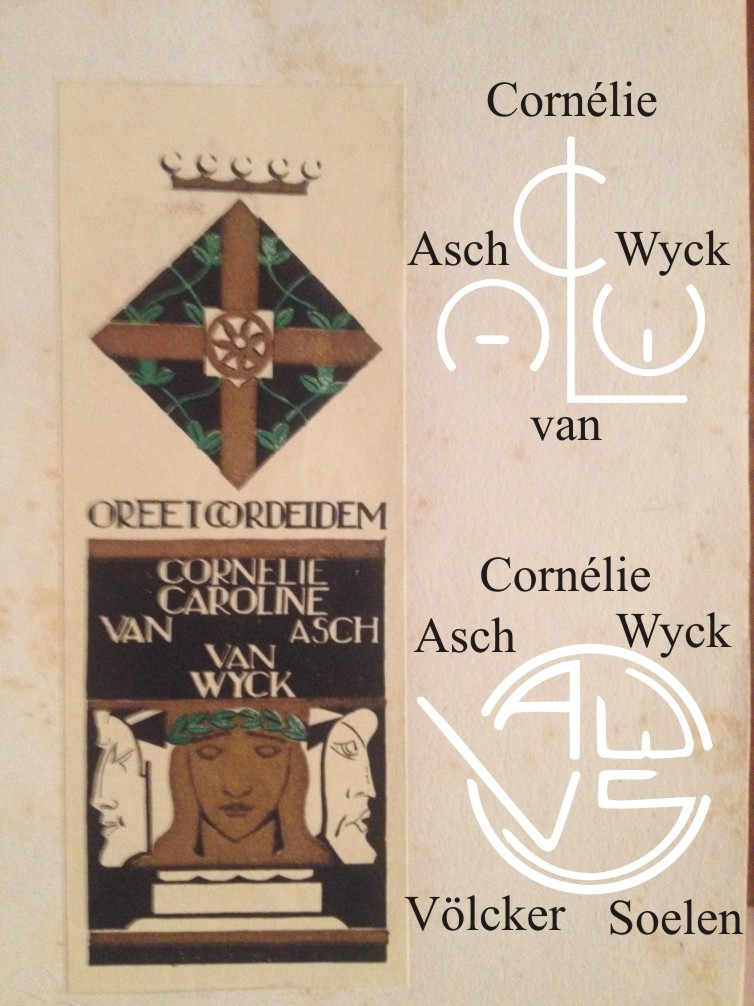
Exlibris
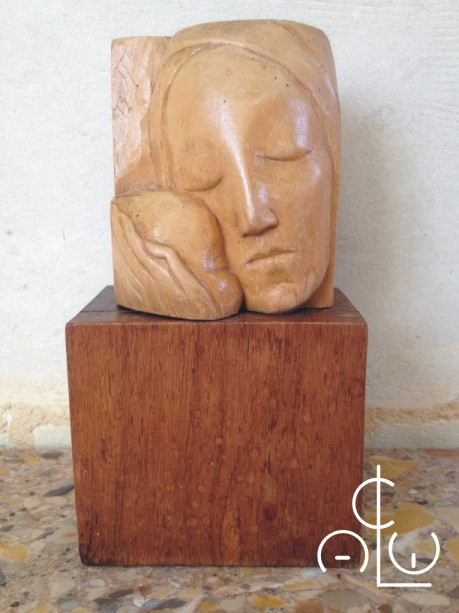
Madonna mit Kind
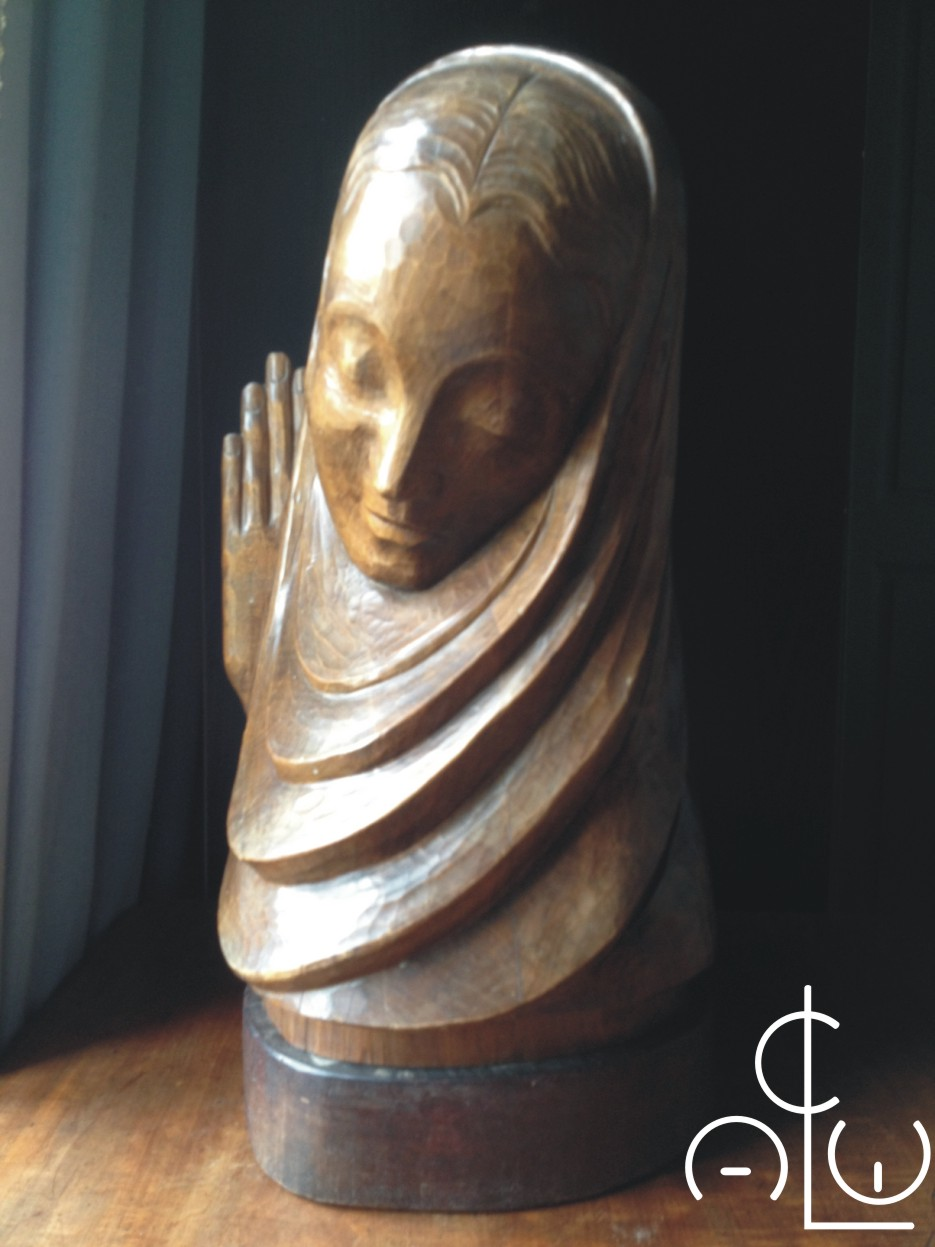
Lächelnde Madonna
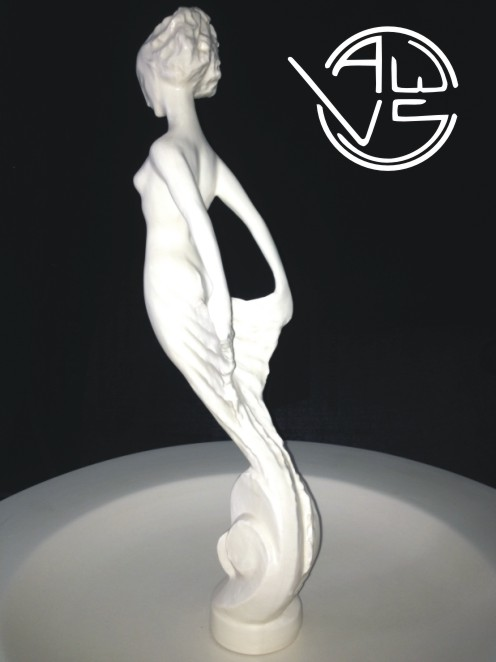
Anunciata, 1931
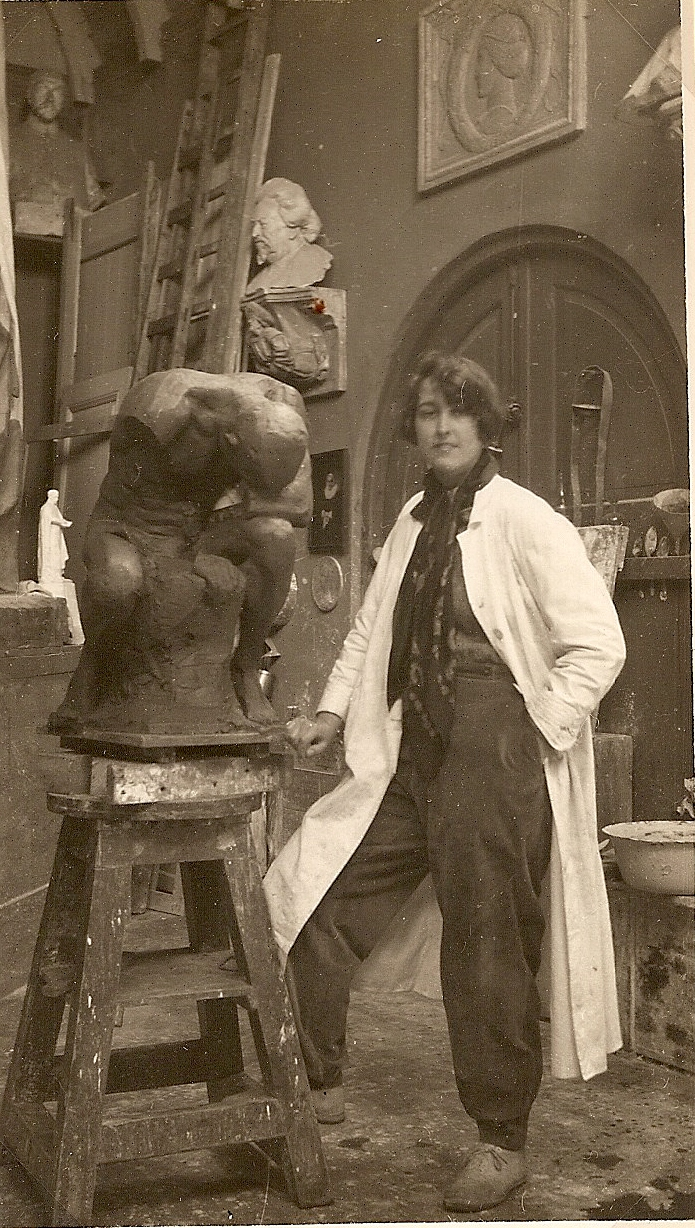
Cox im Atelier, 1920er Jahre